# Monotoma longicollis
Monotoma longicollis es una especie de coleóptero de la familia Monotomidae. Mide de 1,4 a 1,9 mm.

## Distribución geográfica
Originaria de Europa y el Paleártico; ha sido introducida en Canadá, Nueva Zelanda, Estados Unidos.

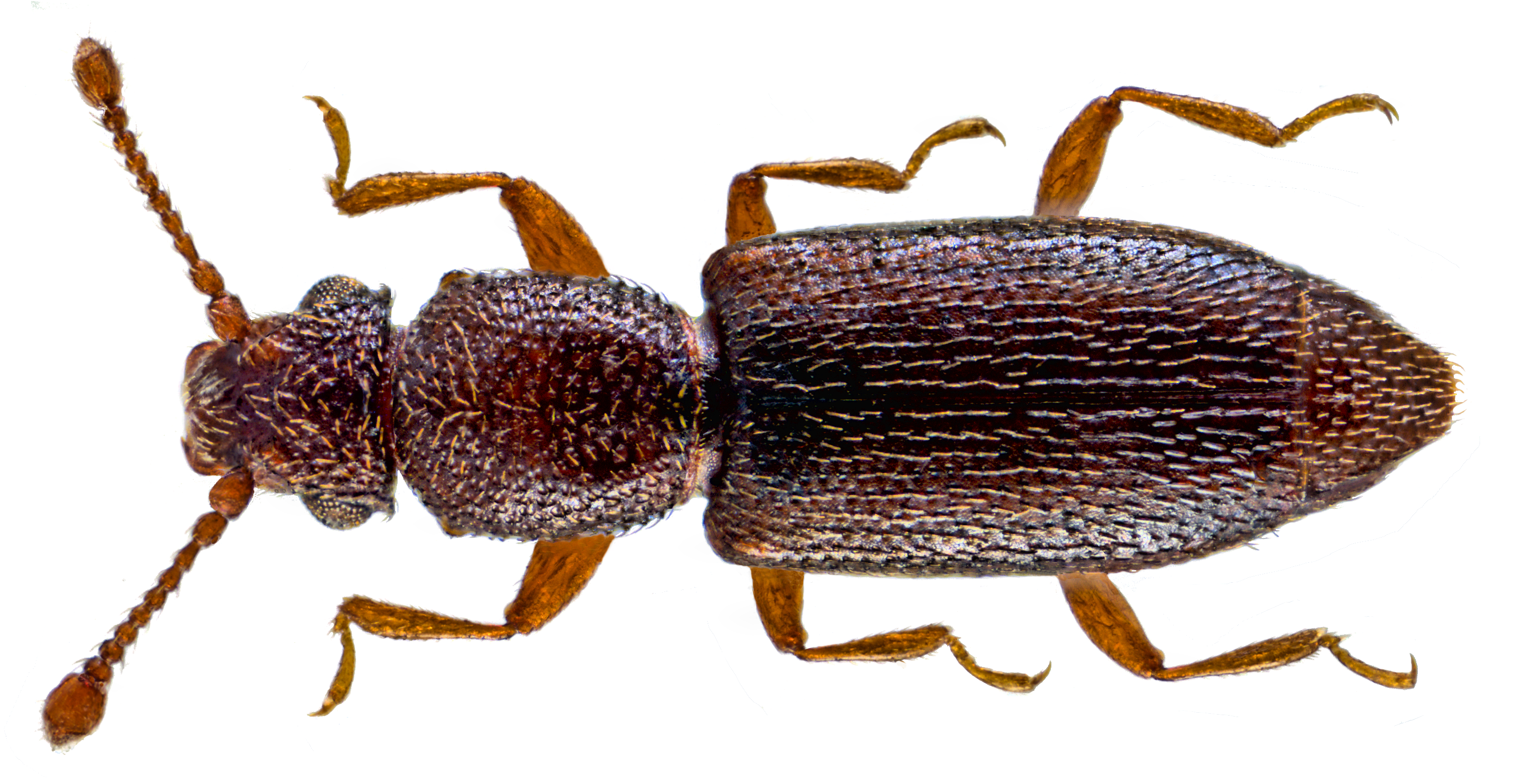